# ZippO
Ілля Семенович Лапідус (нар. 7 березня 1998) — український співак, автор пісень, реп і хіп-хоп виконавець, більш відомий як ZippO.

## Життєпис
Ілля Лапідус народився 7 березня 1998 року в українському місті Миколаєві. Після сім'я переїхала до Києва, де проживає й досі. Творчістю Ілля почав займатися з дитинства. Свою першу пісню він написав у 10-річному віці.
У 14 років, ще будучи школярем, він бере псевдонім ZippO (за назвою відомого бренду запальничок) випустив нову пісню, яка стала популярною в Інтернеті.
У 2013 році, коли Іллі виповнилося 15 років, він випустив свій перший альбом під назвою «Незабываемо».

## Дискографія
- 2013 — «Незабываемо» (Unforgettably)
- 2014 — «Фитиль» (Wick)
- 2021 — «Фитиль-2» (Wick-2)